# Imam Alis helgedom
Imam Alis helgedom (arabiska: حَرَم ٱلْإِمَام عَلِيّ, Ḥaram al-ʾImām ʿAlī), även känd som Imam Alis moské, är en helgedom och moské i Najaf i Irak som byggts runt den fjärde kalifen och förste shiaimamen Ali ibn Abi Talibs grav. Den byggdes år 786 av abbasidkalifen Harun al-Rashid.

## Galleri

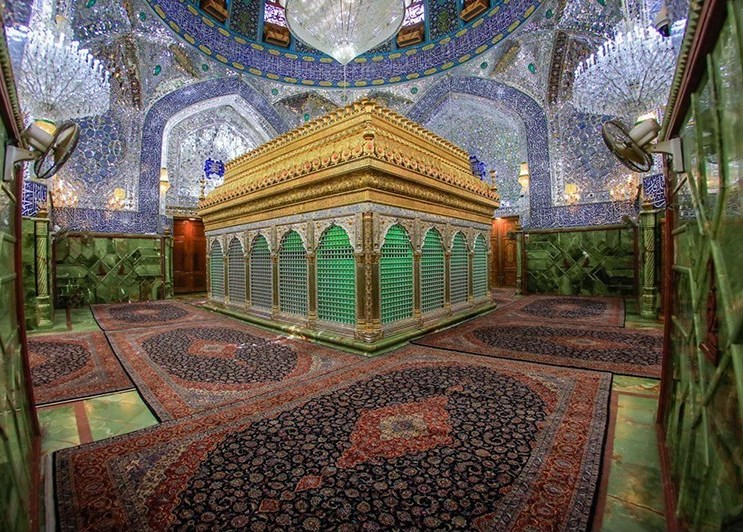
Darih i helgedomen.
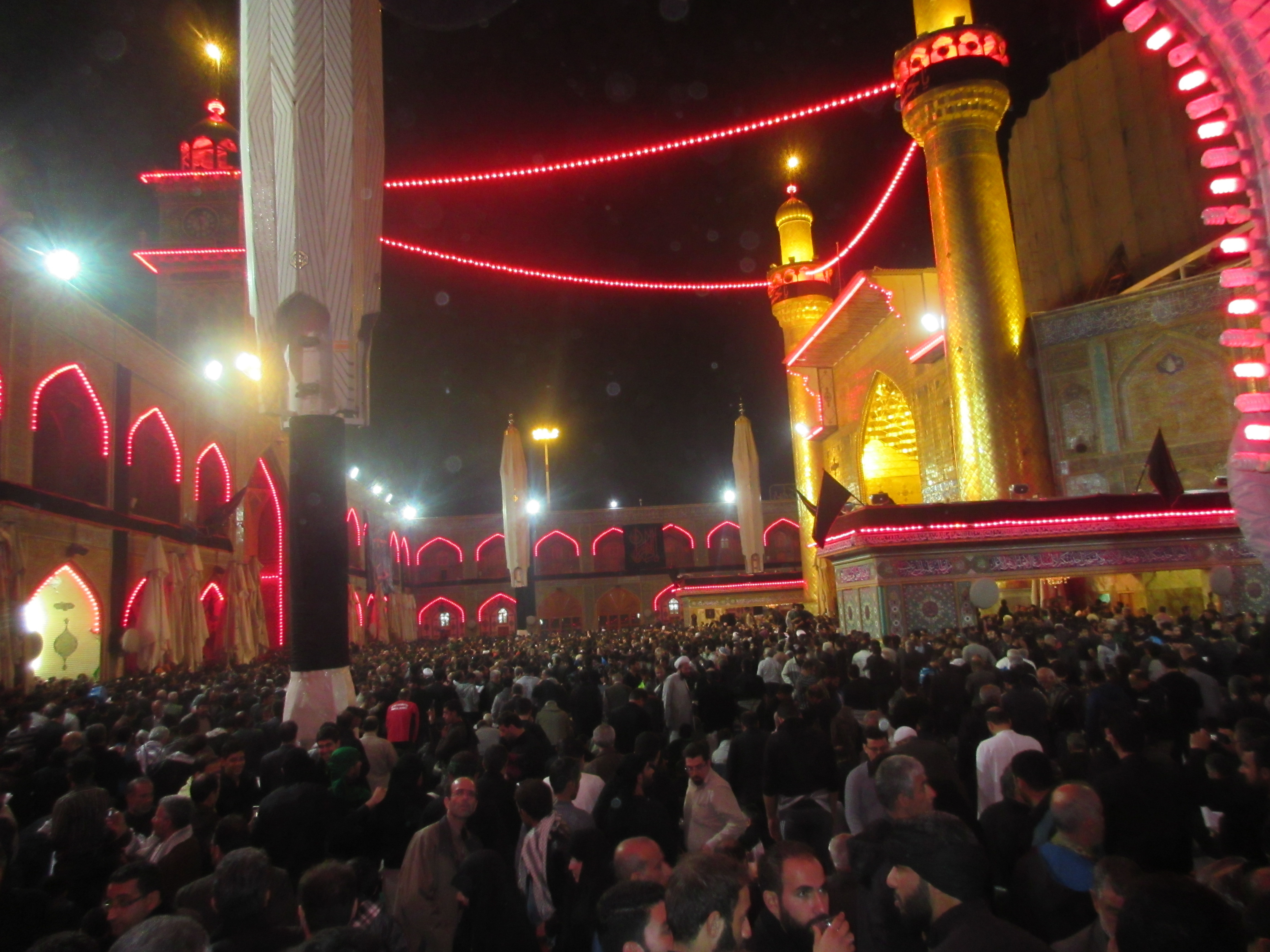
Helgedomen under arbain 2015.